# Felix von Hartmann

Erzbischof Felix von Hartmann (1913)

Wappen des Kardinals von Hartmann

Felix Kardinal von Hartmann (* 15. Dezember 1851 in Münster; † 11. November 1919 in Köln, vollständiger Name: Bruno Felix Bernard Albert von Hartmann) war von 1911 bis 1912 Bischof von Münster und von 1912 bis 1919 Erzbischof von Köln. Von 1914 bis 1919 amtierte er zusätzlich als Vorsitzender der Fuldaer Bischofskonferenz.

## Leben
Felix von Hartmann wurde in der zweiten Ehe des Oberregierungsrates Albert von Hartmann aus dem Adelsgeschlecht Hartmann geboren. Die Familie war eng mit dem westfälischen Adel verbunden und zugleich eine traditionsreiche preußische Beamtenfamilie.
Nach Absolvierung der Unterstufe des Gymnasiums Paulinum in Münster besuchte er bis zum Abitur das bischöfliche Gymnasium Collegium Augustinianum Gaesdonck bei Goch/Niederrhein. Dort waren Hermann Jakob Dingelstad, dem er später als Bischof von Münster nachfolgte, und Adolf Fritzen, der später Bischof von Straßburg wurde, seine Lehrer.
1870 begann er das Theologiestudium in Münster, wo er auch das Priesterseminar besuchte. Er wurde am 19. Dezember 1874 zum Priester geweiht. Da aufgrund von Bismarcks sogenanntem Kulturkampf keine Anstellung in Deutschland möglich war, ging er nach Rom, wo er ab 1875 Kaplan am Kolleg Santa Maria dell’ Anima wurde und als Kaplan an der Kirche Santa Maria dell’Anima wirkte. Zugleich begann er mit dem Studium des Kirchenrechtes. Am Päpstliche Athenaeum Sant’Apollinare erwarb er 1877 den Titel des Dr. iur. can. und kehrte 1879 ins Bistum Münster zurück, wo er ab 1880 als Kaplan in Havixbeck und Emmerich tätig wurde.
1890 wurde er Geheimsekretär und Kaplan des Münsterschen Bischofs Hermann Jakob Dingelstad, 1894 Generalvikariatsrat, und am 30. Oktober 1905 wurde er zum Generalvikar ernannt. Bereits 1903 wurde er aufgrund königlicher Nomination in das Domkapitel von Münster berufen, wo er 1911 zum Domdechanten aufstieg. Mit großem kirchenpolitischen Einfluss, da ihm sein Bischof volles Vertrauen schenkte, hatte er einen engen und ängstlichen Standpunkt gegenüber dem Reformkatholizismus, welchen er auch später nicht aufgab. Da sein Einfluss bekannt war, verwunderte seine Wahl zum Bischof von Münster bereits am 6. Juni 1911 niemanden. Obwohl die königliche Regierung Bedenken gegen seine ultramontane Einstellung hatte, imponierte ihr die kluge und verbindliche Art wie auch die gewandten Umgangsformen und die Herkunft Hartmanns. Seine päpstliche Bestätigung folgte am 27. Juli und die Bischofsweihe durch den Erzbischof von Köln, Kardinal Anton Fischer, am 26. Oktober in Münster. Mitkonsekratoren waren Michael Felix Korum, Bischof von Trier, und Karl Joseph Schulte, Bischof von Paderborn.
Am 29. Oktober 1912 wurde er zum Erzbischof von Köln gewählt und am 19. April 1913 inthronisiert. Hartmann ging nur widerwillig nach Köln und versuchte bis zuletzt, den Papst zur Rücknahme der Ernennung zu bewegen, worauf dieser sich aber nicht einließ. Papst Pius X. nahm von Hartmann am 2. Mai 1914 als Kardinalpriester mit der Titelkirche San Giovanni a Porta Latina in das Kardinalskollegium auf. Von 1914 bis zu seinem Tod leitete er die Deutsche Bischofskonferenz in Fulda.
Auf dem Höhepunkt des Gewerkschaftsstreites in Köln eingetroffen, galt seine Sorge zunächst den katholischen Arbeiterorganisationen, wobei es ihm gelang, eine elastische Position einzunehmen. Seit 1913 befürwortete er auch offen interkonfessionelle christliche Gewerkschaften. Brachte ihm dies in Köln und andernorts Zuspruch ein, so wurde es von innerkatholischen Gegnern der Gewerkschaftsbewegung vielfach geradezu als Verrat empfunden, weil Hartmann als vermeintlicher Vertreter ihrer Position gehandelt worden war und seinen Vorgänger Kardinal Fischer (als einflussreichen Befürworter der überkonfessionellen Arbeitervereine) unter diesem Vorzeichen abgelöst hatte. Kardinal Kopp suchte deswegen sogar, Hartmanns Erhebung zum Kardinal zu verhindern.
Aufgrund seiner Haltung im Ersten Weltkrieg oft als patriotisch und königstreu bezeichnet, was als untypisch für den Ultramontanismus und Erbe seiner westfälisch-borussischen Prägung gilt, erlebte ihn seine Umgebung eher als grundsätzlich politisch Konservativen, woraus sich auch seine Zurückhaltung gegenüber dem politischen Katholizismus und der Zentrumspartei erklärt. In diesem Sinne und als „Aristokrat vom Scheitel bis zur Sohle“ charakterisierte ihn der seit 1909 in Münster stationierte Kommandierende General des VII. Armeekorps Karl von Einem. Auch die Abschaffung des Dreiklassenwahlrechtes fand nicht seinen Beifall, da er dadurch die Erstarkung der Sozialdemokratie befürchtete.

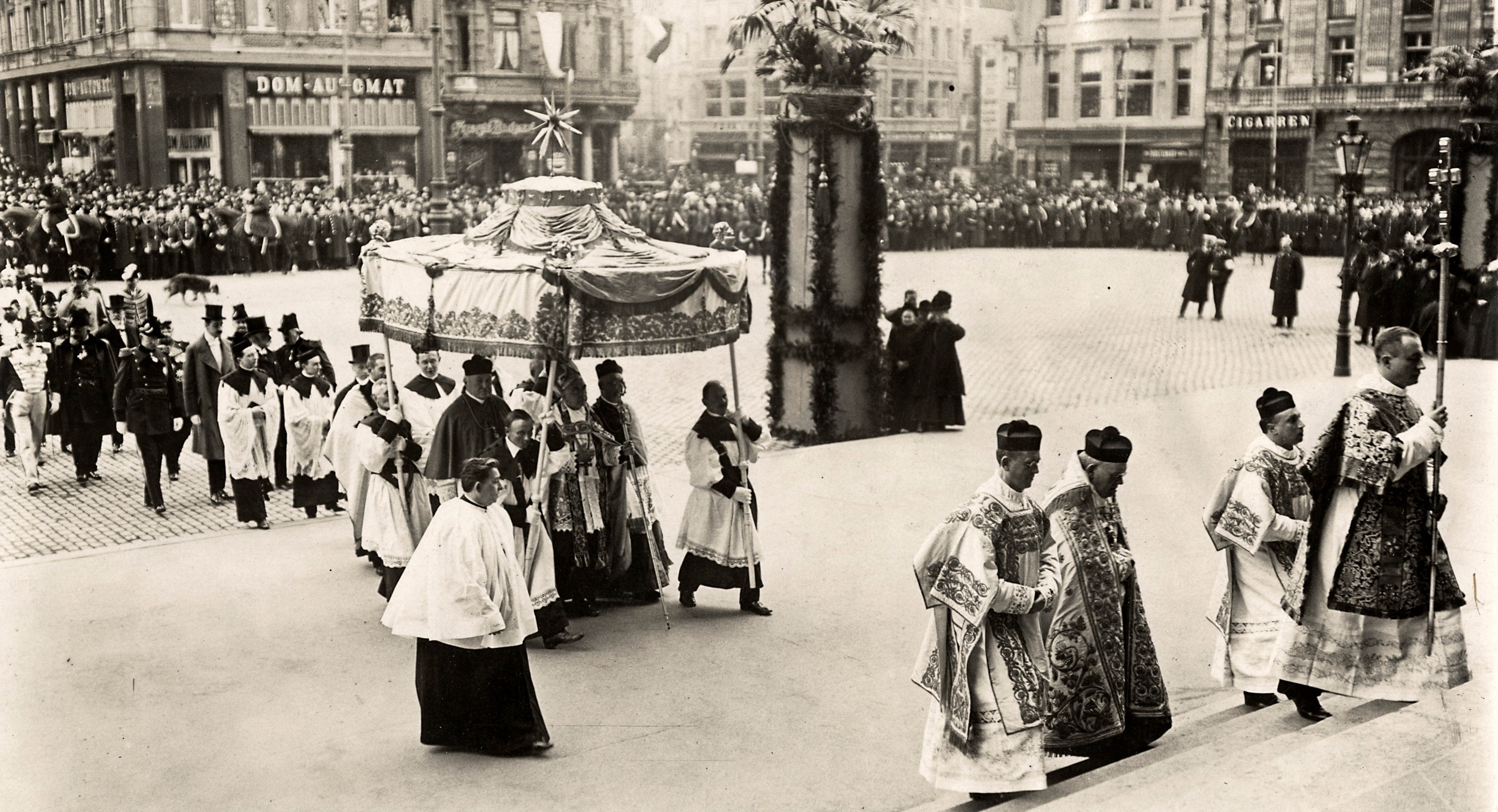
Prozession mit Felix von Hartmann, Köln 1913
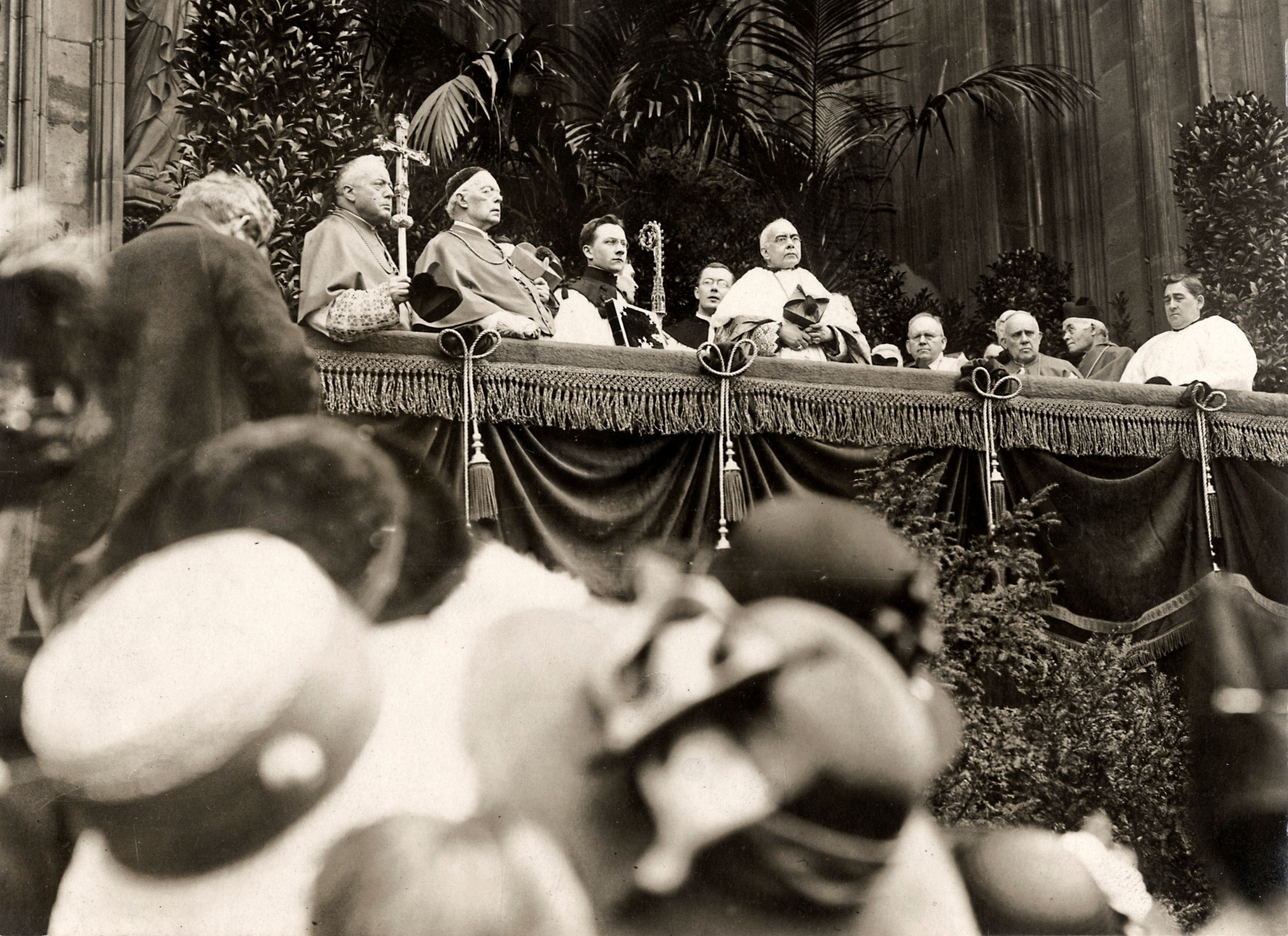
Prozession mit Felix von Hartmann, Köln 1913
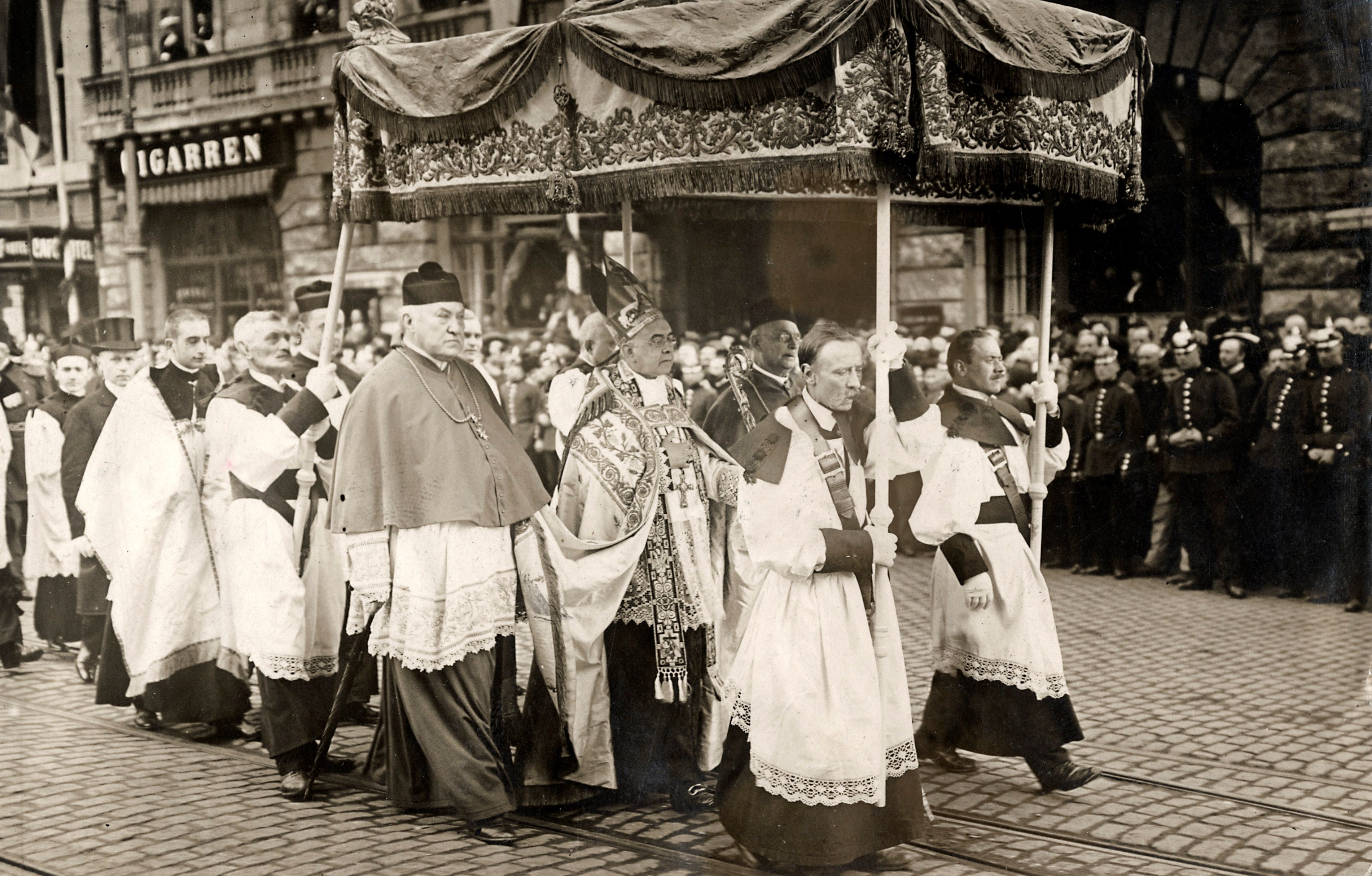
Prozession mit Felix von Hartmann, Köln 1913
Kardinal Felix von Hartmann im Deutschen Hauptquartier, 1915

Er war von der Legitimität des Ersten Weltkrieges überzeugt, so dass er 1915 im Namen der Deutschen Regierung die Frage der völkerrechtswidrigen deutschen Besetzung Belgiens in Rom persönlich erläutern sollte. Der risiko- und konfliktscheue Hartmann versuchte hierbei um jeden Preis dem belgischen Kardinal Mercier aus dem Weg zu gehen. Als 1916 Mercier den deutschen Episkopat dazu aufforderte, die belgische Bevölkerung vom Vorwurf eines Partisanenkrieges freizusprechen, war Hartmann nur mit Mühe davon abzubringen, eine öffentliche Replik abzugeben, die den Episkopat in die nationalistische Polemik hineingezogen hätte. Generell erfolgreich in der Militärseelsorge, kümmerte er sich auch um die Betreuung von Kriegsgefangenen sowie um die Begnadigung vieler von deutschen Kriegsgerichten verurteilter Ausländer. Im Sommer 1916 bereiste er die Westfront und unterhielt auch nach dem Untergang des deutschen Kaiserreiches gute Kontakte zu Kaiser Wilhelm II.
Im Juli 1919 wurde auf Initiative von Hartmanns der Bund Neudeutschland gegründet. Mitte September 1919 erkrankte er an Gürtelrose im Bereich der linken Kopfhälfte, die bereits kurze Zeit später zu einer Lähmung der linken Gesichtshälfte führte. Anfang November trat noch eine Lungenentzündung ein, die in den frühen Morgenstunden des 11. November 1919 seinen Tod herbeiführte. Für von Hartmann war mit dem Zusammenbruch der Monarchie eine Zeit angebrochen, die nicht mehr die seine war.
Noch im Monat seiner Wahl zum Bischof von Münster, im Juni 1911, wurde Hartmann die Ehrendoktorwürde der Katholisch-Theologischen Fakultät der Westfälischen Wilhelms-Universität, Münster, verliehen. Hartmann war Ehrenmitglied der katholischen Studentenverbindungen Germania Münster und Arminia Bonn im KV.

## Werke
- Dies eucharisticus des Dekanates M. Gladbach: kurze Beschreibung desselben; nebst 49 Dispositionen d. dabei gehaltenen Vorträge u. Predigten / Festpredigt Seiner Eminenz, des hochwürdigsten Herrn Kardinals und Erzbischofes Felix von Hartmann bei Gelegenheit der 25. Tagung. Kühlen, Mönchengladbach 1917. Digitalisierte Ausgabe der Universitäts- und Landesbibliothek Düsseldorf